# والتر بيدفورد
والتر بيدفورد (24 فبراير 1879 - 28 يوليو 1939) (بالإنجليزية: Walter Bedford)‏ هو لاعب كريكت بريطاني (وحمل سابقاً جنسية المملكة المتحدة لبريطانيا العظمى وأيرلندا).